# الیبنسا
الیبنسا (به اسپانیایی: Olivenza) یک شهرستان و شهر در اسپانیا است که در اکسترمادورا واقع شده‌است.

## خصوصیات
الیبنسا ۷۵۰ کیلومترمربع مساحت و ۱۱٬۵۱۲ نفر جمعیت دارد و ۳۲۷ متر بالاتر از سطح دریا واقع شده‌است.